# Polska Akcyjna Spółka Telefoniczna

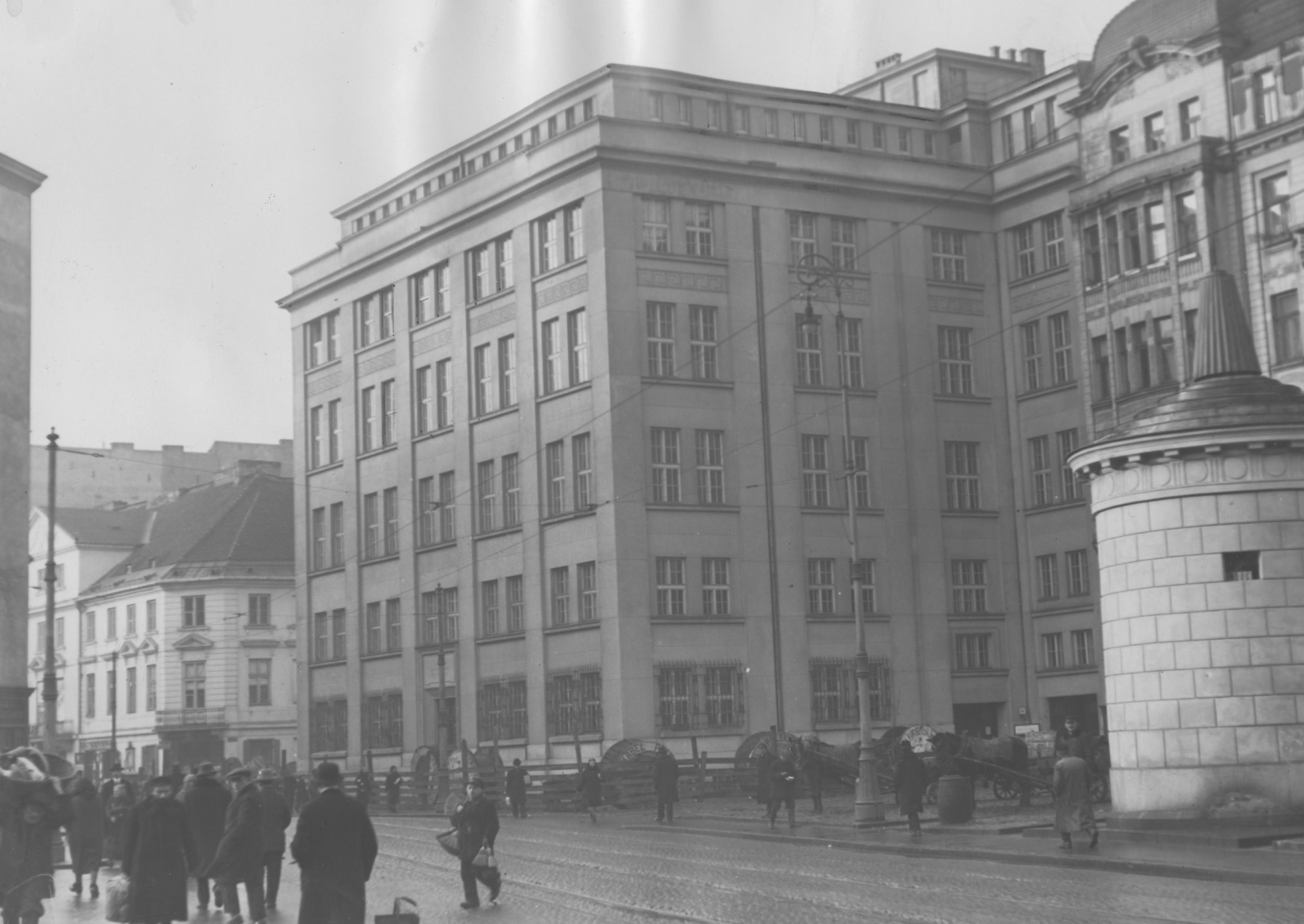
Nieistniejący budynek centrali automatycznej PAST przy pl. Tłomackim 10

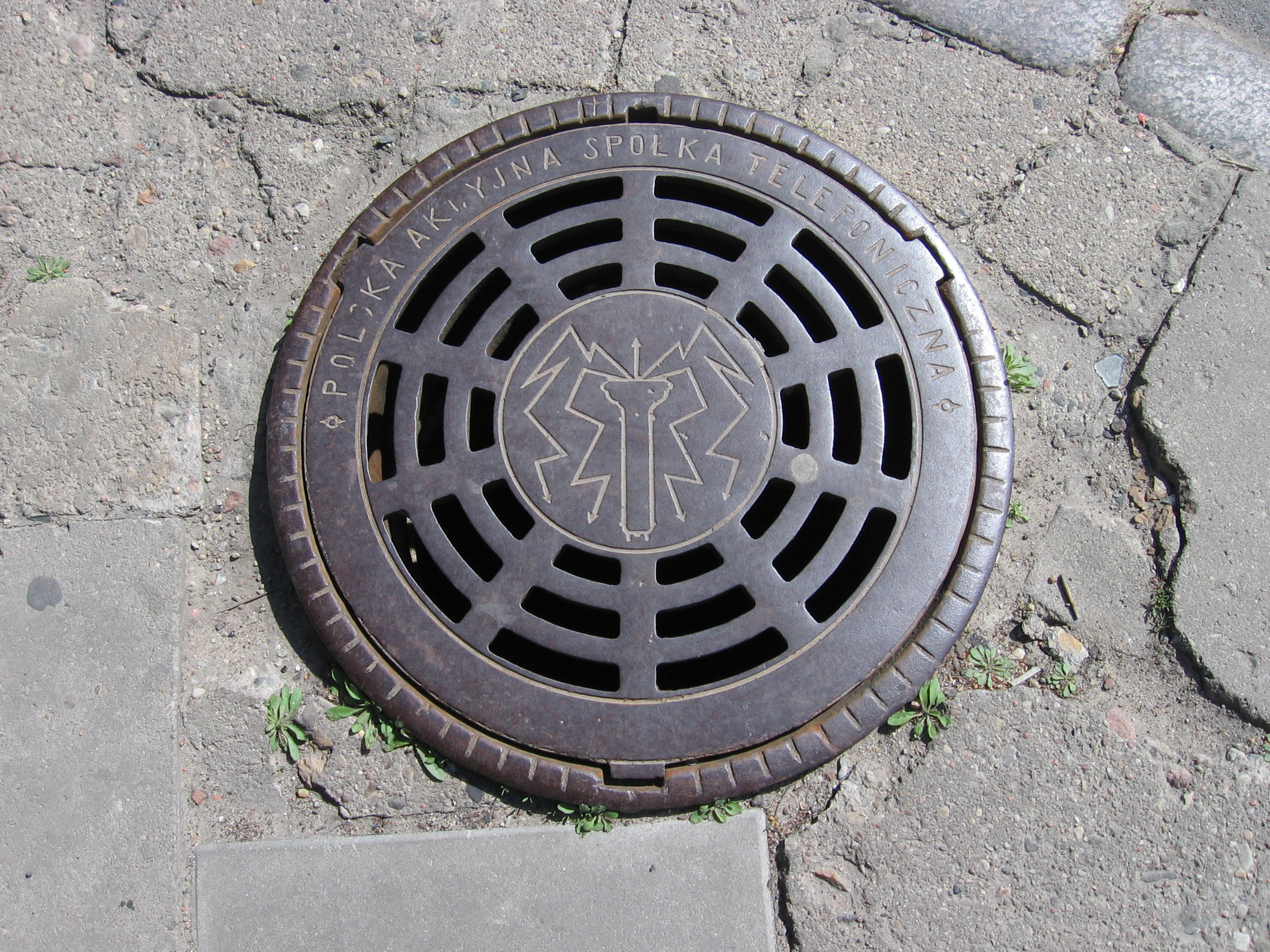
Właz studzienki telekomunikacyjnej PAST na placu Grzybowskim w Warszawie

Polska Akcyjna Spółka Telefoniczna (PAST) – polskie przedsiębiorstwo telekomunikacyjne z siedzibą w Warszawie, utworzone w formie spółki akcyjnej w 1922 roku.

## Opis
Mieszana, państwowo-prywatna, spółka utworzona w lipcu 1922 roku, w związku z wygaśnięciem w 1919 roku koncesji szwedzkiego Towarzystwa Akcyjnego Telefonów Cedergren. Otrzymała koncesję na 25 lat, tj. do 1947. W wyniku negocjacji Skarb Państwa i „Cedergren” objęły po 3/7 akcji, a 1/7 akcji zostało przeznaczonych do sprzedaży osobom prywatnym (zostały one później także wykupione przez szwedzkiego akcjonariusza). 
Siedziba PAST mieściła się w dawnej siedzibie „Cedergrenu” przy ul. Zielnej 37, która razem z sąsiednim budynkiem należącym do szwedzkiego przedsiębiorstwa (nr 39) zaczęła być nazywana PAST-ą.
Spółka działała w Warszawie (sieć wniesiona przez „Cedergren”) oraz we Lwowie, Łodzi, Lublinie, Białymstoku oraz w Zagłębiu Sosnowiecko-Dąbrowskim i Zagłębiu Borysławskim (sieci wniesione przez Skarb Państwa). W Warszawie, w związku z rosnącym popytem na usługi telefoniczne, stworzyła sieć składającą się z sześciu central automatycznych, zlokalizowanych m.in. przy ul. Zielnej 39, ul. Piusa XI 19, ul. Brzeskiej 24, ul. A. Felińskiego 39 i przy pl. Tłomackie 10. Wprowadzono liczniki rozmów telefonicznych wraz z poważnymi podwyżkami opłat, co wywołało protesty klientów.
W końcu 1930 roku liczba abonentów w Warszawie wynosiła 44,2 tys. W 1939 r. wszystkie warszawskie centrale miały pojemność 90 tys. numerów, a przyłączono do nich ok. 75 tys. abonentów. W 1935 roku przeniesiono centralę międzymiastową z budynku przy ul. Zielnej 37 do nowego gmachu przy ul. Nowogrodzkiej 45.
PAST wybudowała także budynek centrali telefonicznej w Łodzi.
W 1934 roku uruchomiono zegarynkę zsynchronizowaną z zegarem w warszawskim Obserwatorium Astronomicznym, a w 1937 roku Biuro Zleceń. W 1939 roku spółka zatrudniała w Warszawie 1080 osób.
Po kapitulacji Warszawy we wrześniu 1939, w częściowo zniszczonym mieście do 4 stycznia 1940 było czynnych 1850 aparatów telefonicznych. 1 października 1940 przedsiębiorstwo przeszło pod zarząd Deutsche Post Osten. Zwolniono część pracowników, a z pozostałymi podpisano nowe umowy o pracę na gorszych warunkach. W czasie II wojny światowej centrale telefoniczne PAST w Warszawie zostały zniszczone w 100%, a kablowe sieci telefoniczne – w 70%.
Majątek spółki przeszedł w 1948 roku na własność państwa